# Oleg Ivanovič Jankovskij
Oleg Ivanovič Jankovskij (in russo Олег Иванович Янковский?; Džezkazgan, 23 febbraio 1944 – Mosca, 20 maggio 2009) è stato un attore russo, fino al 1991 sovietico.

## Filmografia parziale

### Cinema
- Lo specchio, di Andrej Tarkovskij (1975)
- Un miracolo ordinario, di Mark Zacharov (1978)
- Nostalghia, di Andrej Tarkovskij (1983)
- Oroshiyakoku Suimutan, regia di Junya Sato (1992)
- Gli occhi del testimone, di Anthony Waller (1994)
- The Man Who Cried - L'uomo che pianse, di Sally Potter (2000)
- Prichodi na menja posmotret', di Michail Agranovič e Oleg Jankovskij (2000)